# 米格爾·卡布瑞拉
米格爾·卡布瑞拉（José Miguel Torres Cabrera，1983年4月18日—）為委內瑞拉的棒球選手之一，目前效力於美國職棒大聯盟底特律老虎隊。他在2004至2007年四度入選明星賽。他在棒球生涯中擔任過許多守備位置，其中以一壘手、三壘手、左外野手和右外野手先發的場次都超過100場。根據baseball-reference.com，卡布瑞拉現階段（至2013年6月）的生涯成績類似於名人堂球星漢克·阿倫、法蘭克·羅賓森及知名球星肯·小葛瑞菲。

## 大聯盟生涯

### 佛羅里達馬林魚

#### 2003年：新人年
卡布瑞拉在2003年6月20日登上大聯盟，當時他只有20歲。他在第一場比賽就擊出再見全壘打，是繼1971年比利·帕克和2002年的喬許·巴德，第三位在20世紀後初次上場就擊出致勝全壘打的球員。
這一年，卡布瑞拉默默的打出國家聯盟最佳的新人球季之一，很快的就成為隊上的第四棒打者。該年的世界大賽，他幫助球隊擊敗紐約洋基，拿下世界大賽冠軍。並在之後登上《ESPN The Magazine》封面。
馬林魚在國聯分區賽中對上舊金山巨人，卡布瑞拉打擊率.286並有三分打點。國聯冠軍賽，卡布瑞拉對上芝加哥小熊的打擊率升至.333，轟出了三發全壘打及六分打點。世界大賽第四場，年僅20歲的卡布瑞拉對上「火箭人」羅傑·克萊門斯。一局下半，被內角速球壓制住的卡布瑞拉在第七球轟出了右外野方向兩分全壘打，也是生涯在世界大賽的首發全壘打，該場馬林魚在延長賽以4:3擊敗洋基隊。
卡布瑞拉在新人球季中出賽87場，打擊率.268，12支全壘打，62分打點，39分得分，21支二壘安打及3支三壘安打。

#### 2004年
2004年球季，他出賽160場，打擊率.294，轟出33發全壘打，攻下112分打點，得分101，177支安打，上壘率.366，長打率.512，優秀的表現證明了他新人球季的成績絕非偶然，並且首度入選明星賽。
他在這一年都是以外野手的身分出賽，整季13次的外野助殺證明了他的優秀臂力。在284次守備機會中，他發生了9次失誤，並完成262次出局。

#### 2005年
2005年，他以198支安打在國家聯盟中排名第二。另外，打擊率達到.323，共轟出33發全壘打，43支二壘安打，2支三壘安打及116分打點。這一年他與隊友保羅·路杜卡和唐崔利·威利斯一同入選明星賽，並首度贏得銀棒獎。他以22歲又143天，打破亞伯特·普荷斯以22歲又223天保持的的最年輕連兩季達30發全壘打的紀錄。他也是佛羅里達馬林魚隊史上第一位連兩季達成30發全壘打及100分打點的球員。
這個球季，馬林魚的打線有卡洛斯·戴加多在後面保護卡布瑞拉，讓卡布瑞拉有更多機會面對投手（之前投手常常選擇故意四壞）。球季結束後，馬林魚球團進行所謂的「大拍賣」（Fire sale），將戴加多交易至紐約大都會，換來一壘手麥克·傑柯布斯、投手尤斯麥洛·佩提特和內野手Grant Psomas。

#### 2006年

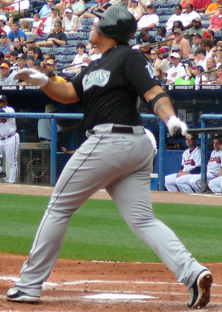
2007年效力於馬林魚的卡布瑞拉

2006年，卡布瑞拉肩負起球隊領袖及製造關鍵打點的角色。在隊友喬許·威靈漢和丹·阿格拉的優秀表現下，卡布瑞拉的打擊率創下生涯新高的.339，並有26發全壘打及114分打點。同時他也連續第三年入選明星賽，並拿下生涯第二座銀棒獎。
卡布瑞拉與匹茲堡海盜游擊手弗雷迪·桑切斯的國聯打擊王爭奪戰一直到季賽最後一天才分出勝負。總教練喬·吉拉迪為了讓卡布瑞拉能有多一點的爭冠機會而將他移至第一棒，但最後未能如願拿下打擊王寶座。他在這季也創下生涯新高的長打率.568及上壘率.430。
他在2006年球季所遇到的變化，除了許多老隊友離隊以外，就是移防至三壘。主要原因是馬林魚前三壘手麥克·洛威爾與投手賈許·貝基特在季前被交易至波士頓紅襪。
2006年6月22日，十局下半，卡布瑞拉將陶德·威廉斯原先要故意四壞的第一球擊成安打，讓馬林魚最終以8比5擊敗巴爾的摩金鶯。
大都會三壘手大衛·萊特在球迷票選中擠下卡布瑞拉，成為明星賽的國聯先發三壘手。卡布瑞拉的守備是讓國聯在當年敗給美聯的原因之一。明星賽第九局，當時國聯以2比1領先。保羅·柯諾可 在兩人出局的情況下面對崔佛·霍夫曼擊出安打，帶領起美聯明星隊的反攻氣勢，讓美聯最後保有2006年世界大賽的主場優勢。
賽後，有些作家及評論家認為卡布瑞拉沒有確實掌握到這一球。而總教練菲爾·加納則被批評應該在第9局換上守備優異的史考特·羅倫。
2006年7月9日，卡布瑞拉與隊友史考特·歐森之間發生小衝突。當時馬林魚由歐森擔任先發投手，對上大都會名投湯姆·葛拉文。在賽維爾·奈迪擊出兩分全壘打為大都會取得領先後，歐森連續解決兩名打者，之後被荷西·瓦倫汀擊出左外野二壘安打。下一棒打者保羅·路杜卡擊出強勁滾地球，擦過卡布瑞拉的手套後滾向左外野。Valentin 回到本壘，而 Lo Duca 則站上二壘。
歐森似乎認為卡布瑞拉當時沒有盡全力攔下這一球，並上前表達他的想法。之後攻守交換，電視拍攝到兩人在休息室出現衝突，但兩人很快地就被隊友拉開。

#### 2007年
2007年2月17日，卡布瑞拉在薪資仲裁中獲勝，簽下一年740萬美金的合約。
2007年，卡布瑞拉兩度獲得國聯當週球員（4月1日到4月8日，及6月4日至6月10日）。他在這球季，超越前馬林魚球員蓋瑞·雪菲爾和德瑞克·李，成為隊史上全壘打第二多的選手。另外，他在隊史打點榜和打擊率榜分別升上第三及第一。
這年也是他第四度入選明星賽。雖然卡布瑞拉的打擊成績出色，不過在先發三壘手的票選中再度敗給大衛·萊特。卡布瑞拉原先預計要參加全壘打大賽，但在明星週前幾天左肩受傷，讓他被迫退出全壘打大賽，並只能以代打身分在明星賽亮相。他面對丹·哈倫吞下一次三振。
2007年9月4日，卡布瑞拉打下在大聯盟的第500分打點，成為大聯盟史上達成500分打點第三年輕的球員，僅次於名人堂球員 梅爾·歐特 和泰德·威廉斯。
2007年9月15日，卡布瑞拉在丹佛的庫爾斯球場為他驚人的大聯盟生涯增添兩項新紀錄。這是他連續第四季（2004-2007）達到100分打點。他的第100分打點是在第一局，他從烏瓦爾多·希門尼斯手中擊出安打送回先前打出三壘安打的杰里米·赫米达。第六局，他擊出生涯第一支滿貫全壘打。
卡布瑞拉在這季創下生涯新高的34發全壘打及119分打點數。另外，本季打擊率.320，上壘率.401，長打率.565。

### 底特律老虎
2007年12月5日，馬林魚將卡布瑞拉與先發投手唐崔利·威利斯交易至底特律老虎，換來投手安德魯·米勒、達拉斯·崔賀恩、尤洛吉歐·迪拉克魯茲、伯克·班登哈普、外野手 卡麥隆·梅賓 和捕手 邁克·拉貝羅。
2008年3月22日，卡布瑞拉與底特律老虎達成八年1億5330萬美金的延長合約，是史上第四大的合約，僅次於艾力士·羅德里奎茲、德瑞克·基特和曼尼·拉米瑞茲。 這個合約也是老虎史上最大的合約，超越先前2005年與馬吉里歐·歐多尼茲簽下的五年7500萬合約。卡布瑞拉在2008年可拿到1130萬美金，到2015年平均每年可拿到1900萬美金。

#### 2008年
卡布瑞拉在2008年3月31日首度以老虎隊球員的身分出賽，在主場對上堪薩斯皇家。他在第三個打席從 吉爾·米許 手中擊出陽春全壘打。他單場五打數一支安打，吞下兩次三振。老虎隊到第11局以4比5敗北。
4月22日，總教練吉姆·李蘭宣布卡布瑞拉將移防到一壘，而 卡洛斯·吉延 將擔任先發三壘手。
卡布瑞拉成為七月繳出打擊率.330，8發全壘打及31分打點，當選美聯當月球員。
9月7日，卡布瑞拉從明尼蘇達雙城投手 葛林·柏金斯 手中擊出全壘打，是生涯第1000支安打。
2008年，卡布瑞拉轟出生涯新高的37發全壘打，成為美聯全壘打王 ，成為自2000年特洛伊·格勞斯以來最年輕的全壘打王。 他也打下生涯新高的127分打點。 他與艾力士·羅德里奎茲、亞伯特·普荷斯、大衛·歐提茲和巴比·阿布瑞尤是大聯盟五位連續五年超過100分打點的球員。

#### 2009年
卡布瑞拉與老虎隊隊友馬吉里歐·歐多尼茲、卡洛斯·吉延、阿曼多·賈拉拉加一同入選2009年世界棒球經典賽委內瑞拉國家代表隊。
2009年8月23日，卡布瑞拉在他生涯第1000場擊出生涯第200隻全壘打，成為第四位達到此水準的委內瑞拉球員。

#### 2012年
成為大聯盟繼1967年卡爾·雅澤姆斯基相隔45年後首位榮獲打擊三冠王的球員，並榮獲該年度美聯最有價值球員，同時帶領底特律老虎打進世界大賽，但在世界大賽時，所屬的底特律老虎則以0勝4負的成績敗給舊金山巨人。

#### 2013年
第三屆世界棒球經典賽委內瑞拉代表隊，球隊最後無緣8強。

於5月20日對戰德州遊騎兵時，擊出單場三響砲，但所屬的底特律老虎卻以8比11敗給德州遊騎兵，且是史上首位擁有單場4安、3轟、5打點及4得分或以上表現者所屬球隊卻輸球的悲情記錄。

#### 2014年
3月28日，老虎队宣布与卡布瑞拉签下8年价值2.48亿的续约合同，加上现有合同余下两年的4400万，总合同为10年2.92亿美元。这也超过了另一位棒球手阿列克斯·罗德里格斯与纽约洋基队在2007年签下的10年2.75亿的合同。

## 私人生活
卡布瑞拉是桑特利亚教徒。他與妻子 Rosangel 和女兒目前居住在密西根州伯明罕。2011年2月在佛羅里達酒駕被逮捕，卻大發脾氣不願意配合警方辦案。隔年1月判決緩刑1年、50小時勞動服務，以及付超過1400美元罰鍰，駕照則吊銷半年。

### 職棒生涯成績
| 年度 | 球隊   | 出賽 | 打數 | 打點 | 得分 | 安打 | 二壘打 | 三壘打 | 全壘打 | 壘打數 | 四死 | 三振 | 盜壘 | 上壘率 | 長打率 | 打擊率 | OPS   |
| ---- | ------ | ---- | ---- | ---- | ---- | ---- | ------ | ------ | ------ | ------ | ---- | ---- | ---- | ------ | ------ | ------ | ----- |
| 2003 | 馬林魚 | 87   | 314  | 62   | 39   | 84   | 21     | 3      | 12     | 147    | 25   | 84   | 0    | .325   | .468   | .268   | .793  |
| 2004 | 馬林魚 | 160  | 603  | 112  | 101  | 177  | 31     | 1      | 33     | 309    | 68   | 148  | 5    | .366   | .512   | .294   | .879  |
| 2005 | 馬林魚 | 158  | 613  | 116  | 106  | 198  | 43     | 2      | 33     | 344    | 64   | 125  | 1    | .385   | .561   | .323   | .947  |
| 2006 | 馬林魚 | 158  | 576  | 114  | 112  | 195  | 50     | 2      | 26     | 327    | 86   | 108  | 9    | .430   | .568   | .339   | .998  |
| 2007 | 馬林魚 | 157  | 588  | 119  | 91   | 188  | 38     | 2      | 34     | 332    | 79   | 127  | 2    | .401   | .565   | .320   | .965  |
| 2008 | 老虎   | 160  | 616  | 127  | 85   | 180  | 36     | 2      | 37     | 331    | 56   | 126  | 1    | .349   | .537   | .292   | .887  |
| 2009 | 老虎   | 160  | 611  | 103  | 96   | 198  | 34     | 0      | 34     | 334    | 68   | 107  | 6    | .396   | .547   | .324   | .942  |
| 2010 | 老虎   | 150  | 548  | 126  | 111  | 180  | 45     | 1      | 38     | 341    | 89   | 95   | 3    | .420   | .622   | .328   | 1.042 |
| 2011 | 老虎   | 161  | 572  | 105  | 111  | 197  | 48     | 0      | 30     | 335    | 108  | 89   | 2    | .448   | .586   | .344   | 1.033 |
| 2012 | 老虎   | 161  | 622  | 139  | 109  | 205  | 40     | 0      | 44     | 377    | 66   | 98   | 4    | .393   | .606   | .330   | .999  |
| 2013 | 老虎   | 148  | 555  | 137  | 103  | 193  | 26     | 1      | 44     | 353    | 90   | 94   | 3    | .442   | .636   | .348   | 1.078 |
| 2014 | 老虎   | 159  | 611  | 109  | 101  | 191  | 52     | 1      | 25     | 320    | 60   | 117  | 1    | .371   | .524   | .313   | .895  |
| 2015 | 老虎   | 119  | 429  | 76   | 64   | 145  | 28     | 1      | 18     | 229    | 77   | 82   | 1    | .440   | .534   | .338   | .974  |
| 2016 | 老虎   | 158  | 595  | 108  | 92   | 188  | 31     | 1      | 38     | 335    | 75   | 116  | 0    | .393   | .563   | .316   | .956  |
| 2017 | 老虎   | 130  | 469  | 60   | 50   | 117  | 22     | 0      | 16     | 187    | 54   | 110  | 0    | .329   | .399   | .249   | .728  |
| 2018 | 老虎   | 38   | 134  | 22   | 17   | 40   | 11     | 0      | 3      | 60     | 22   | 27   | 0    | .395   | .448   | .299   | .843  |
| 2019 | 老虎   | 136  | 493  | 59   | 41   | 139  | 21     | 0      | 12     | 196    | 48   | 108  | 0    | .346   | .398   | .282   | .744  |
| 2020 | 老虎   | 57   | 204  | 35   | 28   | 51   | 4      | 0      | 10     | 85     | 24   | 51   | 1    | .329   | .417   | .250   | .746  |
| 2021 | 老虎   | 130  | 472  | 75   | 48   | 121  | 16     | 0      | 15     | 182    | 40   | 118  | 0    | .316   | .386   | .256   | .701  |
| 合計 | 19年   | 2587 | 9625 | 1804 | 1505 | 2987 | 597    | 17     | 502    | 5124   | 1199 | 1930 | 39   | .387   | .532   | .310   | 0.920 |

## 外部連結
- 球員資訊和成績在MLB，ESPN，Baseball-Reference，The Baseball Cube（英文）